# Napolitan Victory Awards
Los Napolitan Victory Awards son unos premios dirigidos a los asesores políticos y comunicadores políticos de habla hispana. El evento, originalmente llamado The Victory Awards Conference & Gala, se lleva a cabo en Washington D. C. de forma anual desde el año 2012. 
El acto formal, en el cual los premios son presentados, era organizado hasta 2016 solo por MPR Group, organización que agrupa a consultores y comunicadores políticos de habla hispana, que en cada ocasión organizaba el galardón junto a conferencias en la Virginia International University.
En 2016 se conformó The Washington Academy of Political Arts and Sciences, una sociedad honoraria de profesionales del estudio de los partidos políticos, o estasiología, como organizadora del evento. En 2017 los premios fueron renombrados como Napolitan Victory Awards, en homenaje póstumo al consultor político norteamericano Joseph Napolitan.
Los Napolitan Victory Awards tienen diferentes categorías de premiación, principalmente de marketing y comunicación, aunque también ha incluido categorías especiales más allá de estos dos ámbitos. Por ejemplo, a partir de 2013, reconocieron a  jóvenes sobresalientes de Iberoamérica como «líderes emergentes» por sus logros en materia de comunicación, estrategia y trayectoria política, posicionándose en su países de origen como talentos a seguir durante la próxima década.En 2016 se creó la categoría de premios a las mujeres más influyentes en la comunicación política del mundo hispano.

## Reconocidos notables
Los Napolitan Victory Awards han sido otorgados a destacados asesores políticos y comunicadores políticos de habla hispana. A lo largo de los años, varios profesionales han sido reconocidos con este prestigioso galardón. Algunos de los ganadores notables incluyen:
1. Epsy Campbell Barr: Reconocida por su brillante estrategia de comunicación en la campaña electoral de Costa Rica.[13]
2. Marta Lucía Ramírez: Destacada por su habilidad para movilizar a las masas a través de las redes sociales y la prensa en Colombia.[14]
3. José Mujica: Presidente de Uruguay, cuya trayectoria política y liderazgo han dejado una huella significativa.[15]
4. Joseph Napolitan: Considerado el “Padre de la Consultoría Política”, su influencia ha sido fundamental en el campo de la comunicación política.
5. Geovanny Vicente Romero: Destacado profesor de la Universidad de Columbia y columnista de CNN que ha sido reonocido como "Columna Política del Año.[16]
6. Ralph Murphine, Michel Bongrand, José Luis Sanchis, Dick Morris y José Ignacio Lezama Rodríguez: Consultores políticos reconocidos por su excelencia en estrategia y comunicación.[17][18][19]

Estos son solo algunos ejemplos, y la lista completa de ganadores se encuentra disponible en el sitio oficial de los Napolitan Victory Awards12. ¡Explora más para descubrir a los talentosos profesionales que han dejado una huella en el mundo político. 